# 科坚佐沃农村居民点
科坚佐沃农村居民点（俄语：Коденцовское сельское поселение）是俄罗斯联邦沃罗涅日州卡缅卡区所属的一个农村居民点。其下辖有1个居民点，行政中心为科坚佐沃。据2016年统计，该农村居民点的人口为658人。